# 埃布朗日
埃布朗日（法語：Éblange，法語發音：[eblɑ̃ʒ]；洛林法兰克语：Eibling）是法国摩泽尔省的一个市镇，属于福尔巴克-布莱摩泽尔区。

## 地理
埃布朗日（49°13'24"N, 6°28'55"E）面积3.32 平方千米，位于法国大東部大區摩泽尔省，该省份为法国东北部内陆省份，是洛林的一部分，西南接默尔特-摩泽尔省，东临下莱茵省，北与卢森堡和德国接壤。
与埃布朗日接壤的市镇（或旧市镇、城区）包括：贝唐日、戈姆朗日、奥通维尔、鲁佩尔当日。

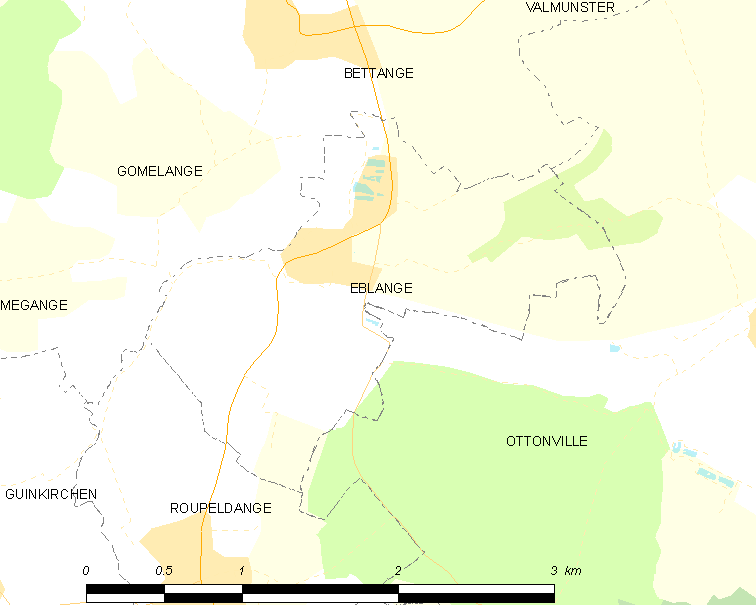
埃布朗日的OSM定位图

埃布朗日的时区为UTC+01:00、UTC+02:00（夏令时）。

## 行政
埃布朗日的邮政编码为57220，INSEE市镇编码为57187。

## 政治
埃布朗日所属的省级选区为布莱摩泽尔县。

## 人口

1962-2008年间埃布朗日人口变化图示

埃布朗日于2022年1月1日时的人口数量为363人。